# Sắc tộc tôn giáo
Một nhóm sắc tộc tôn giáo là một nhóm sắc tộc có các thành viên cũng được thống nhất bởi một nền tảng tôn giáo chung. Các cộng đồng sắc tộc tôn giáo xác định danh tính sắc tộc của họ không phải bởi di sản tổ tiên cũng không phải đơn giản bởi tôn giáo mà còn thông qua sự kết hợp của cả hai. Một nhóm sắc tộc tôn giáo chia sẻ chung một lịch sử một văn hóa truyền thống riêng của họ. Trong nhiều trường hợp các nhóm sắc tộc tôn giáo là các nhóm sắc tộc văn hóa với một tôn giáo dân tộc truyền thống; trong các trường hợp khác, các nhóm sắc tộc tôn giáo bắt đầu khi các cộng đồng được thống nhất bởi một đức tin phổ biến thông qua việc hôn nhân bên trong cộng đồng cùng phát triển văn hoá kết nối với tổ tiên. Một số bản sắc của các nhóm sắc tộc tôn giáo được củng cố bởi kinh nghiệm sống trong một cộng đồng lớn hơn nhưng là một nhóm thiểu số khác biệt.

## Các nhóm sắc tộc tôn giáo
Trong một nhóm sắc tộc tôn giáo đóng cửa với thành viên thừa kế, đặc biệt chú trọng vào sự kết hôn trong nội bộ, và sự phản đối việc kết hôn khác tôn giáo, như là một cách để bảo vệ sự ổn định và lịch sử lâu đời của cộng đồng và văn hoá. Sự thực hành hôn nhân trong nội bộ có thể trong một vài trường hợp, gắn liền với chủ nghĩa sắc tộc quốc gia nếu nhóm sắc tộc tôn giáo có một căn cứ lịch sử trong một khu vực cụ thể.

### Các nhóm đóng

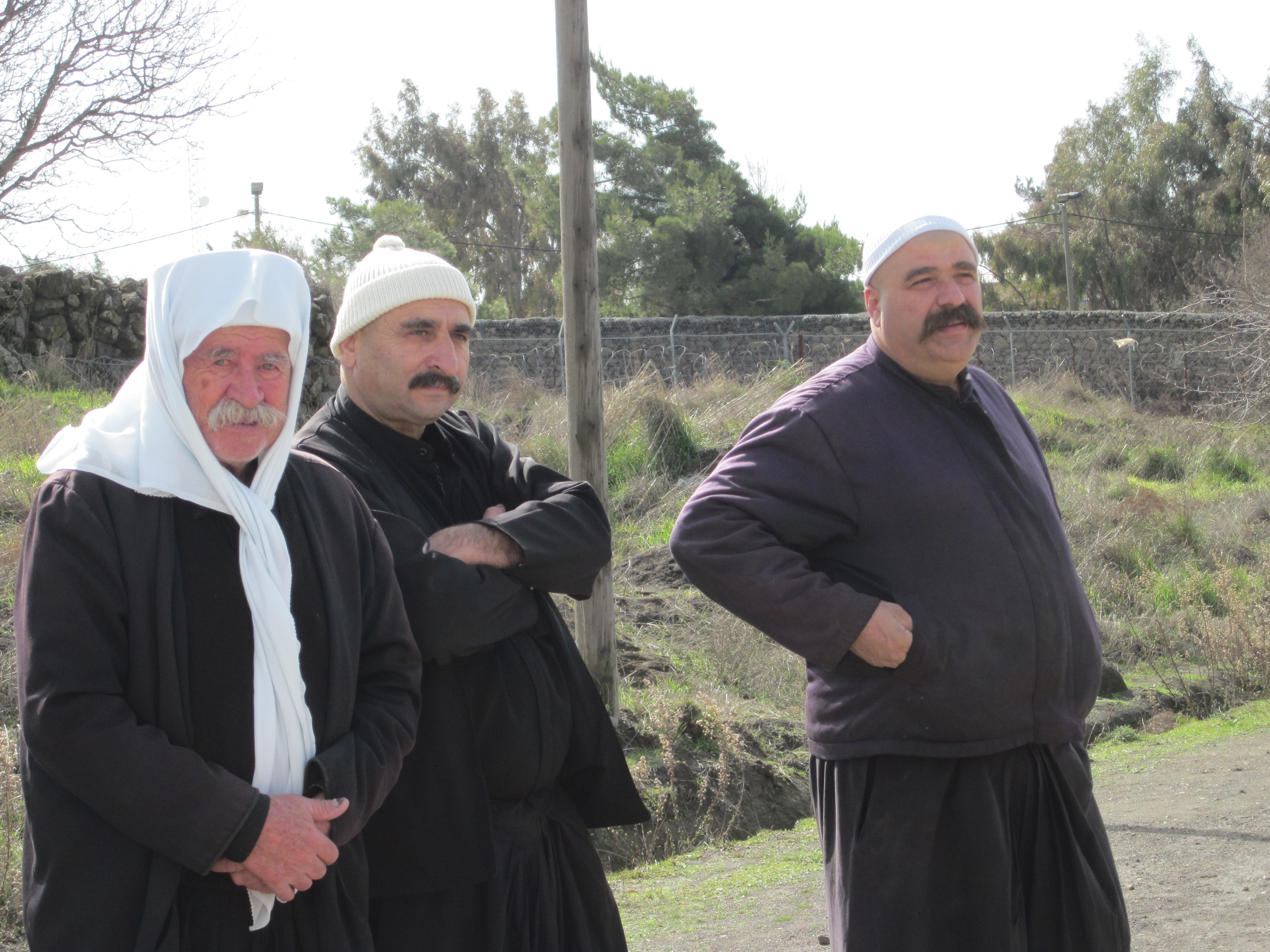
Người Druze
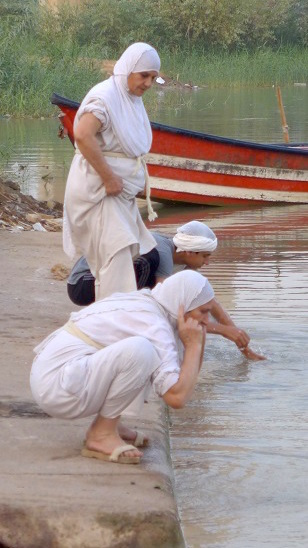
Người Mandaean
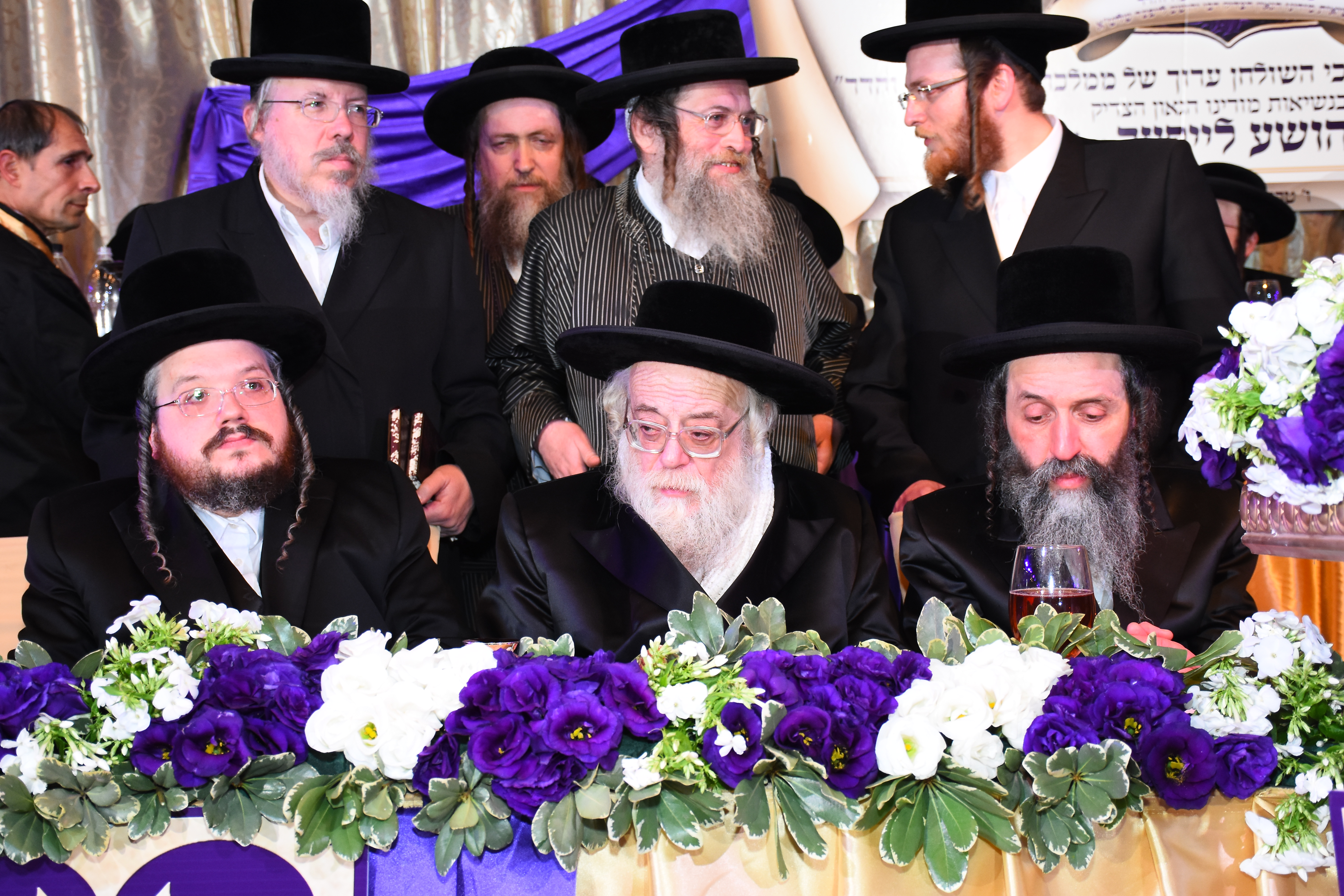
Người Do Thái
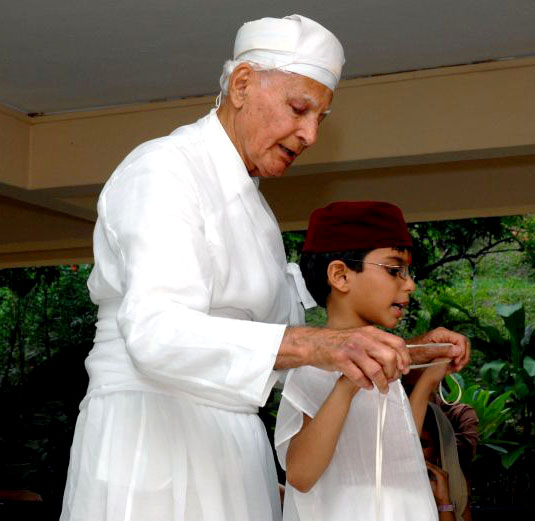
Người Zoroastrian
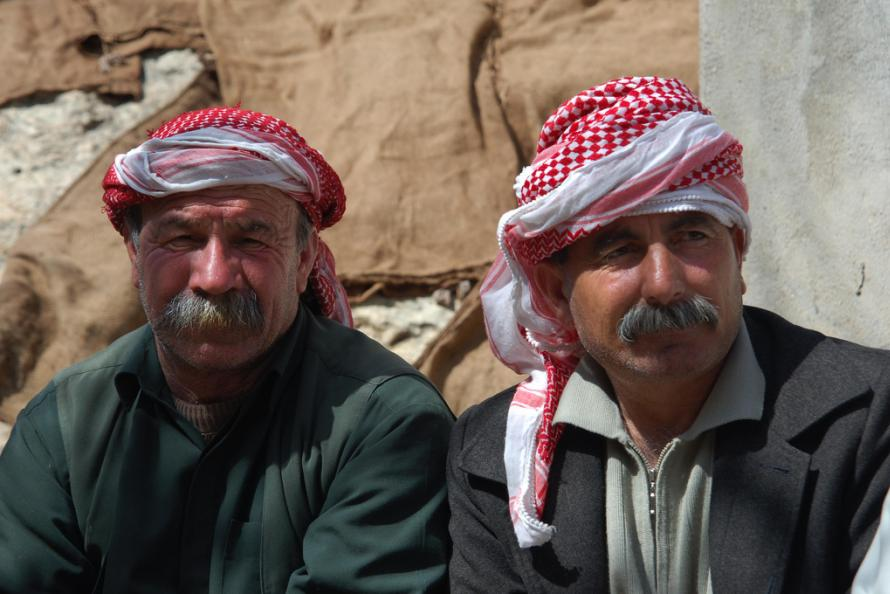
Người Yazidi

Các nhóm đóng bao gồm những tôn giáo không truyền đạo với các thành viên thừa kế, chẳng hạn như người Do Thái. Có nguồn gốc từ Israel, người Hebrew, và vùng Cận Đông cổ đại. Sắc tộc Do Thái tính dân tộc Do Thái và tôn giáo có liên hệ mật thiết với nhau như Do thái giáo là niềm tin truyền thống của dân Do Thái. Ngoài người Do thái ra thì còn có người Druze, người Mandaean, người Zoroastrian, và người Yazidi.

### Các nhóm chia sẻ chung một dân tộc

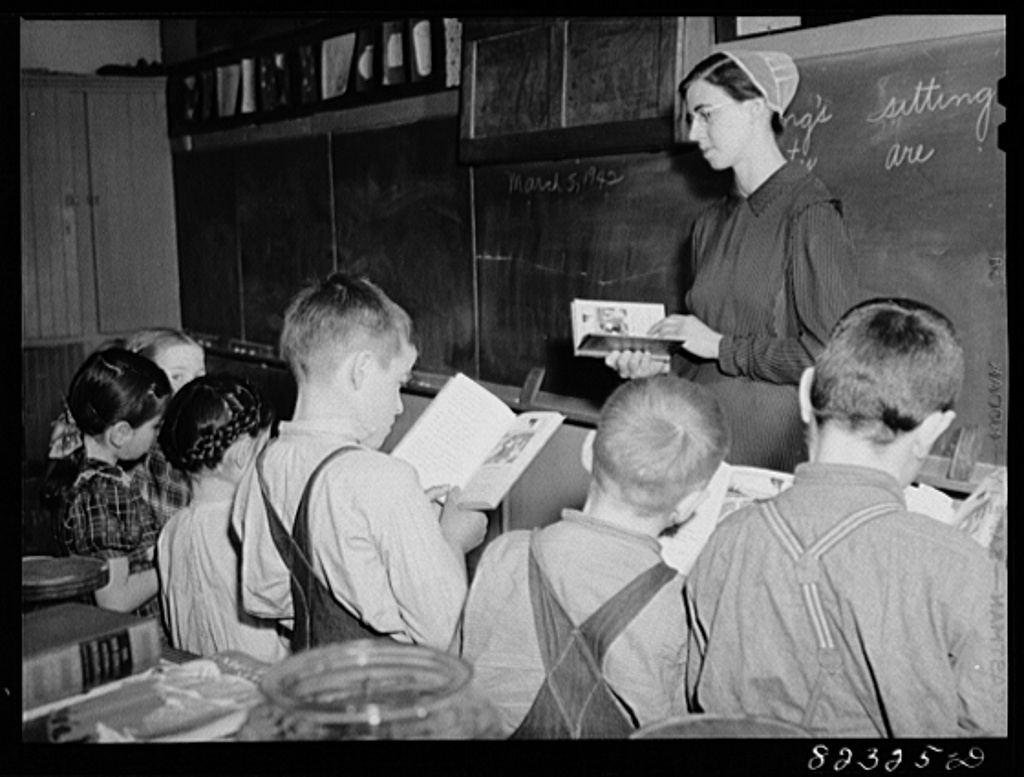
Người Mennonite
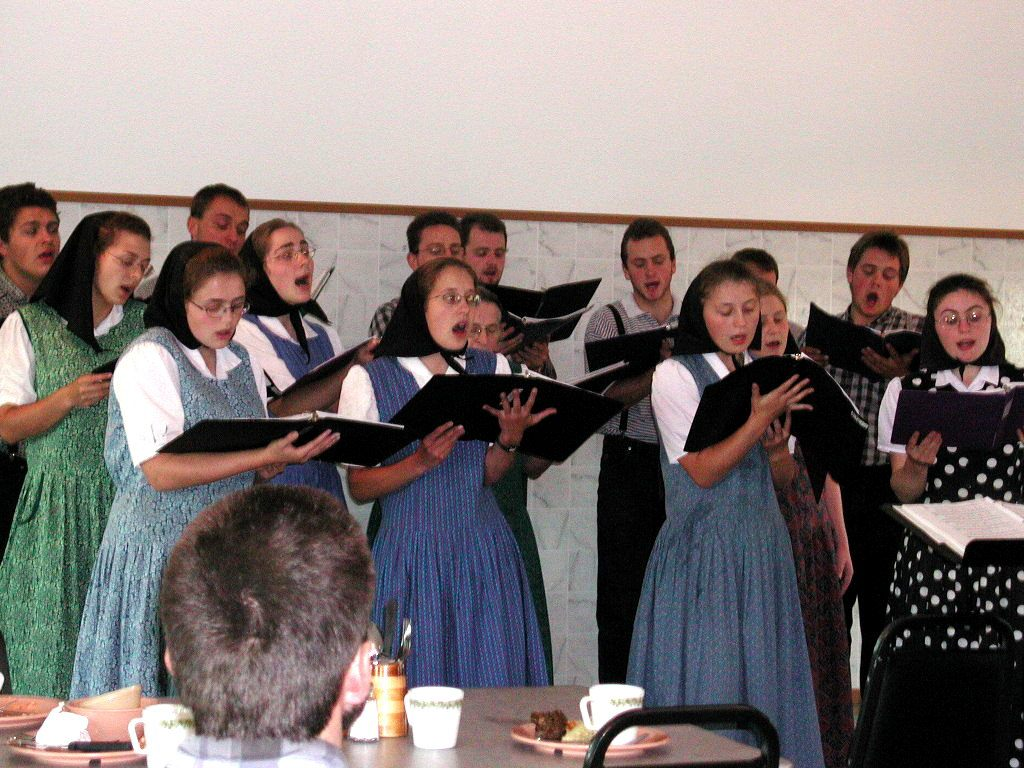
Người Hutterite
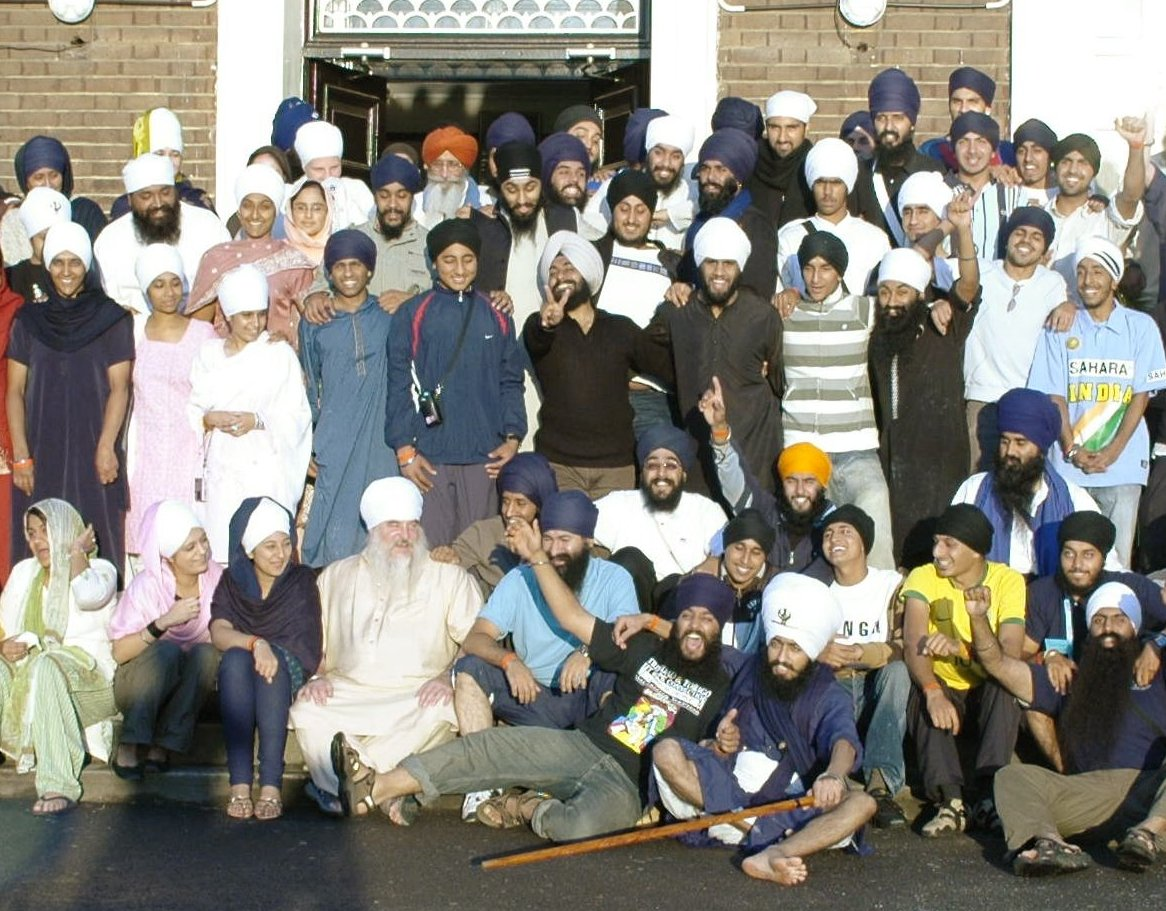
Người Sikh
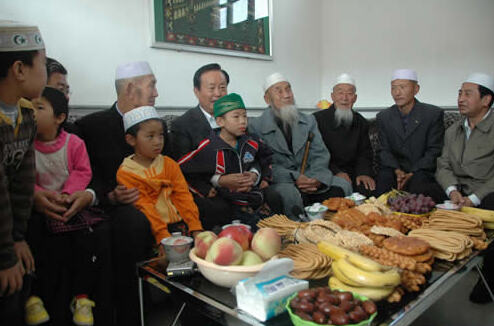
Người Hồi
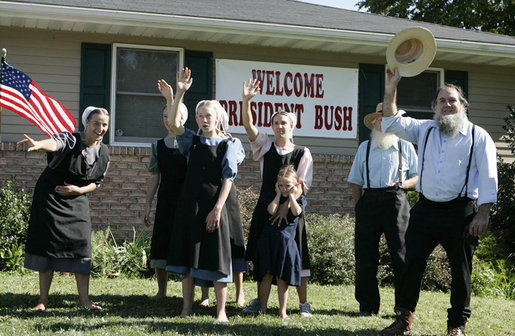
Người Amish

Các nhóm tôn giáo có các thành viên chủ yếu cùng một dân tộc, như là người Sikh, the Saint Thomas Christians, người Shabak, người Alawite, người Hồi, the Kaka'i, người Mennonite, người Hutterite và người Amish.

### Các nhóm chia sẻ chung một tôn giáo

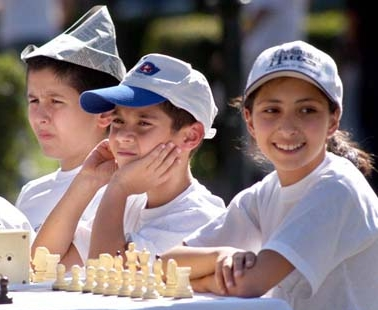
Người Armenia
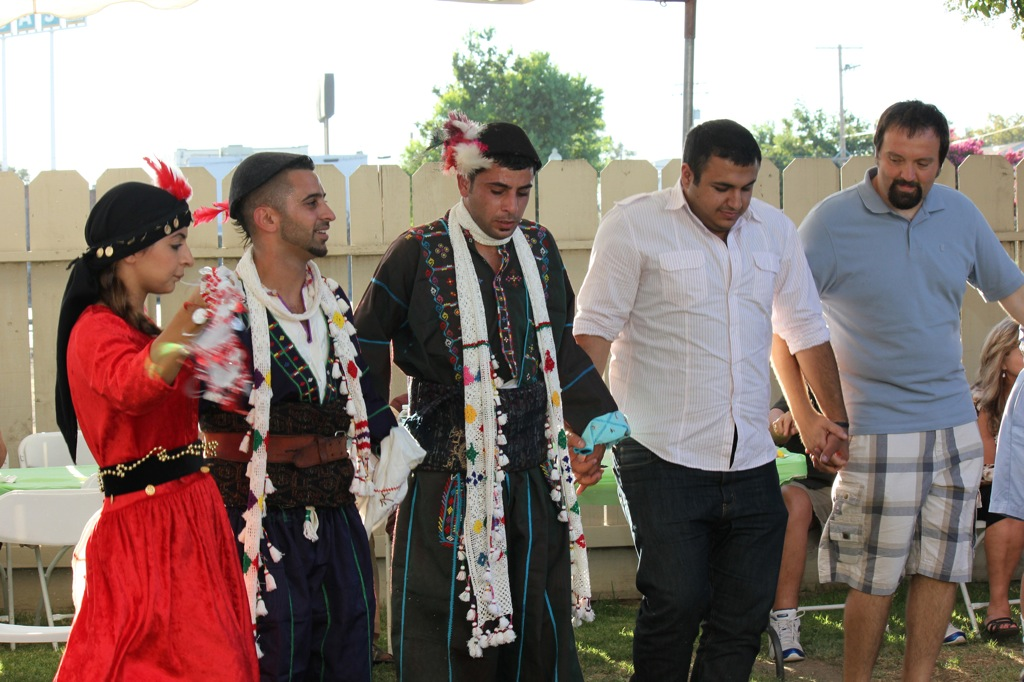
Người Assyria
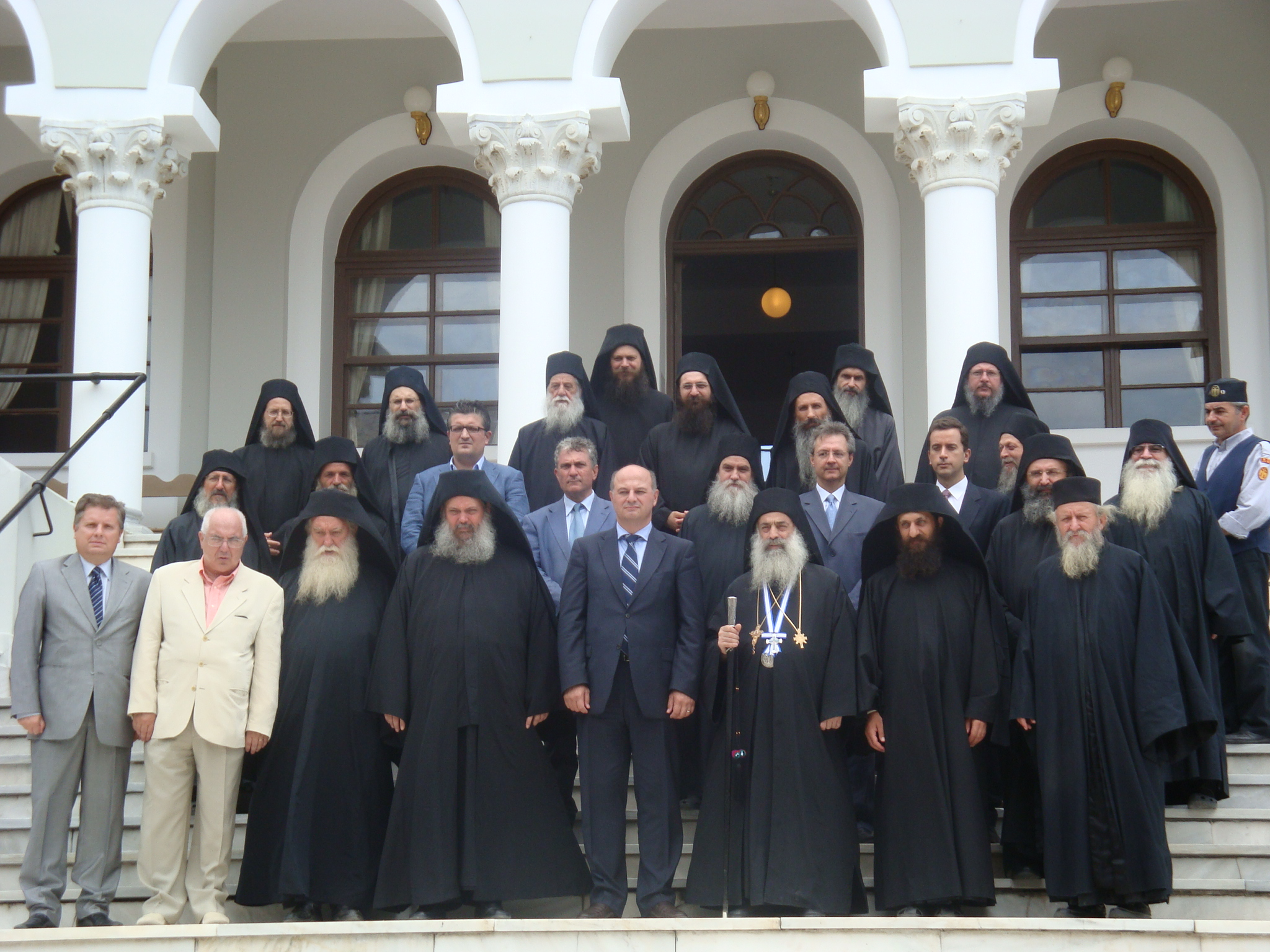
Người Hy Lạp
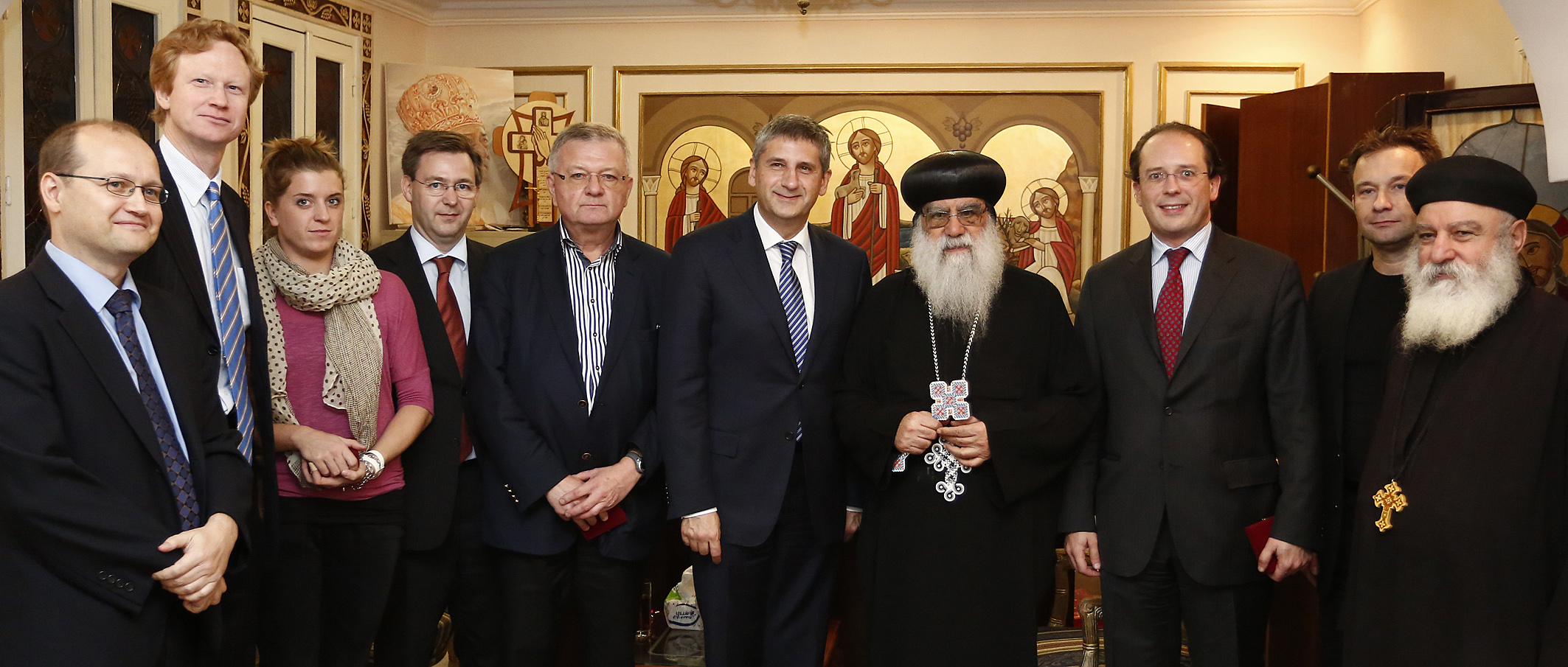
Người Copt
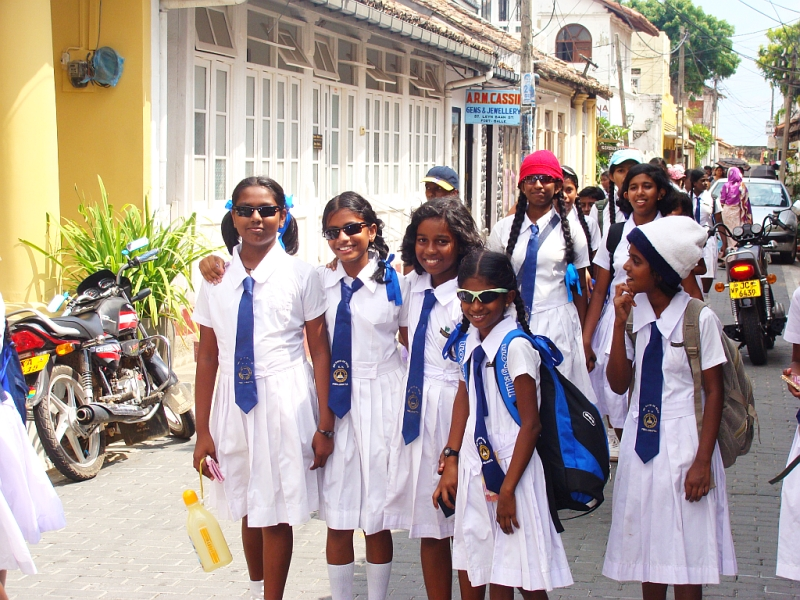
Người Sinhala

Các nhóm sắc tộc mà các thành viên chủ yếu cùng một tôn giáo, như là người Armenia, người Assyria, người Copt, người Hy Lạp, người Serer, người Sinhala, và người Zaras.

## Khái niệm pháp lý

### Nước Úc

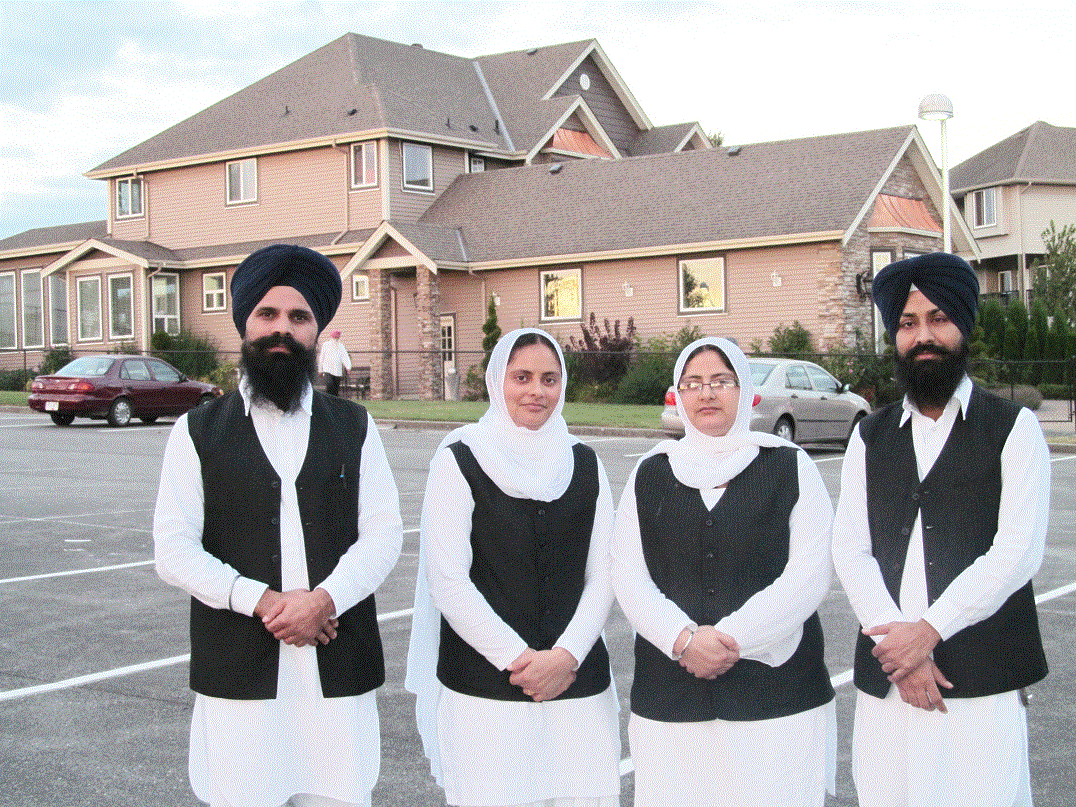
Phụ nữ người Sikh và đàn ông người Sikh

Trong luật của Úc, Đạo Luật Chống Kỳ thị năm 1977 (NSW) định nghĩa "chủng tộc" bao gồm "nguồn gốc dân tộc, sắc tộc tôn giáo hay sắc tộc. Sự tham khảo về "sắc tộc tôn giáo" đã được thêm vào bởi Đạo luật Chống Kỳ thị (tu chính án) 1994 (NSW).

Người Hồi Giáo đọc kinh cầu nguyện

John Hannaford, Tổng chưởng lý NSW vào thời điểm đó, giải thích rằng "Hiệu lực của tu chính án thứ hai là làm rõ rằng các nhóm sắc tộc tôn giáo, như người Do Thái, người Hồi giáo và người Sikh, có quyền truy cập vào các điều khoản về sự kỳ thị và phân biệt chủng tộc của Đạo luật. Sự mở rộng của Đạo luật Chống Kỳ thị đối với các nhóm sắc tộc tôn giáo sẽ không mở rộng đến sự phân biệt kỳ thị đối xử dựa trên tôn giáo."

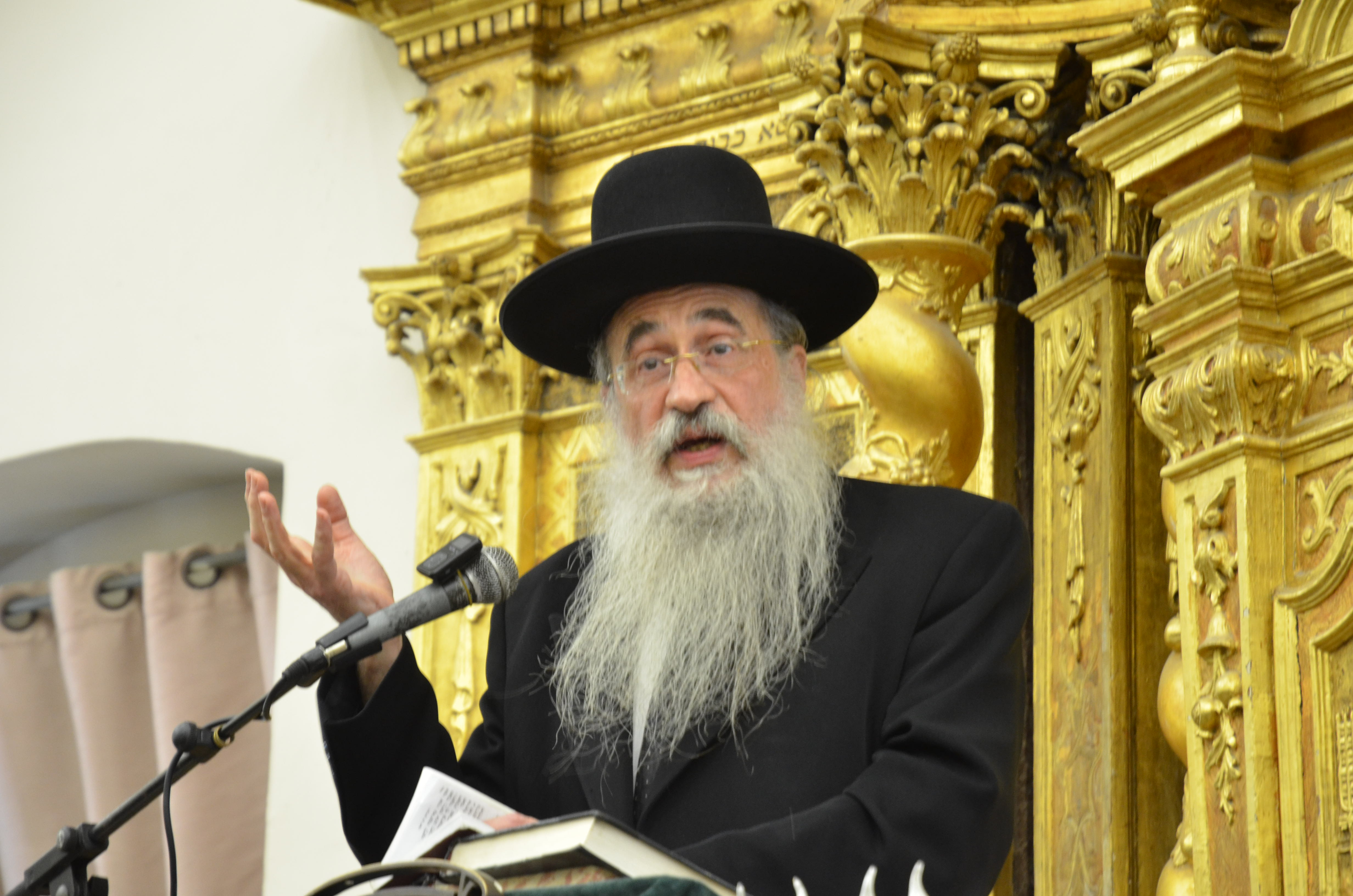
Người Do Thái tín đồ Do Thái Giáo

Định nghĩa về "chủng tộc" trong Đạo luật chống phân biệt đối xử 1998 (Tas) cũng bao gồm "sắc tộc, sắc tộc-tôn giáo hay nguồn gốc dân tộc". Tuy nhiên, không giống như Đạo luật NSW, nó cũng cấm phân biệt đối xử dựa trên "niềm tin tôn giáo hoặc liên kết" hoặc "các hoạt động sinh hoạt tôn giáo".

### Anh Quốc
Ở Anh, một trường hợp pháp lý quan trọng Mandla v Dowell-Lee đưa ra một định nghĩa pháp lý về các nhóm sắc tộc có quan hệ tôn giáo, từ đó đã mở đường cho việc định nghĩa về một sắc tộc tôn giáo. Cả hai người Do Thái và người Sikh được xác định là các nhóm sắc tộc tôn giáo dựa theo đạo luật chống phân biệt đối xử kỳ thị (tu chính án) năm 1994.
Đạo luật Chống Kỳ thị phân biệt (tu chính án) năm 1994 đã đề cập đến Mandla v Dowell-Lee, xác định các nhóm sắc tộc như:
1. một lịch sử chia sẻ lâu dài, trong đó nhóm ý thức như phân biệt nó với các nhóm khác, và ký ức về nó vẫn tồn tại;
2. Một truyền thống văn hoá của riêng nó, bao gồm các phong tục tập quán gia đình và xã hội, thường xuyên nhưng không nhất thiết liên quan đến việc tôn trọng tôn giáo. Ngoài hai đặc điểm cơ bản này, theo tôi, các đặc điểm sau đây có liên quan:
3. có nguồn gốc địa lý chung, hoặc có nguồn gốc từ một số ít tổ tiên chung;
4. một ngôn ngữ phổ biến, không nhất thiết là đặc thù của nhóm;
5. một văn bản thông thường đặc biệt đối với nhóm;
6. một tôn giáo phổ quát khác với tôn giáo của các nhóm láng giềng hoặc từ cộng đồng chung xung quanh nó;
7. là một thiểu số hoặc là một nhóm bị áp bức hoặc chiếm ưu thế trong một cộng đồng lớn hơn. Ví dụ, một người bị chinh phục (chẳng hạn người dân Anh ngay sau khi chinh phục Norman) và người chinh phục họ có thể là những nhóm sắc tộc

Tầm quan trọng của trường hợp này là các nhóm như người Sikh và người Do Thái bây giờ có thể được bảo vệ theo Đạo luật liên quan đến chủng tộc năm 1976.

## Ví dụ
Thuật ngữ "Sắc tộc tôn giáo" đã được áp dụng bởi ít nhất một đặc điểm cho mỗi nhóm sau đây:
| Kết hợp sắc tộc | Tôn giáo dân tộc | Dân tộc tôn giáo |
| --- | --- | --- |
| Đóng - Người Druze - Người Mandaean - Người Yazidi - Người Zoroastrian, bao gồm người Parsis Không truyền đạo - Người Sikh - Người Serer - Người Do Thái - Crimean Karaite - Người Samarita - Người Amish Truyền đạo - Người Copt - Người Mormon - Người Hutterites - Người Alawite - Người Mennonites - Người Waldensian | - Người Acehnese - Người Afar - Người Armenian - Người Assyrian - Người Balinese - Người Bamar - Người Chuvash - Người Croat - Người Gorani - Người Hy Lạp - Người Habesha - Người Hazara - Người Hồi - Người Lemba - Người Lingayat - Người Mahar - Người Malay - Người Maratha - Người Pashtuns - Người Rohingya - Người Serb - Người Serer - Người Uyghur - Crimean Tatar - Sri Lankan Moor - Syrian Turkmen - Bosniak | - Goan Công giáo - Irish Công giáo - Ulster Tin Lành - Antiochian Hy Lạp Ki tô hữu - Người Maronite - Syriac Chính thống Ki tô hữu - Hyderabadi Muslim - Mangalorean Công giáo - Kashmiri Hindus |